# Нуч (Келераш)
Нуч (рум. Nuci) — село у повіті Келераш в Румунії. Входить до складу комуни Васілаць.
Село розташоване на відстані 30 км на південний схід від Бухареста, 73 км на захід від Келераші.

## Населення
За даними перепису населення 2002 року у селі проживали 409 осіб. Усі жителі села рідною мовою назвали румунську.
Національний склад населення села:
| Національність | Кількість осіб | Відсоток |
| -------------- | -------------- | -------- |
| румуни         | 317            | 77,5%    |
| цигани         | 92             | 22,5%    |